# Foville
Foville é uma comuna francesa na região administrativa de Grande Leste, no departamento de Mosela. Estende-se por uma área de 3,45 km². Em 2010 a comuna tinha 99 habitantes (densidade: 28,7 hab./km²).